# ゼルダの伝説 ふしぎの木の実
『ゼルダの伝説 ふしぎの木の実』（ゼルダのでんせつ ふしぎのきのみ）は、2001年2月27日に任天堂から発売されたゲームボーイカラー用アクションアドベンチャーゲーム2作品の総称。『ゼルダの伝説 ふしぎの木の実 大地の章』（―だいちのしょう、英題:The Legend of Zelda: Oracle of Seasons）と『ゼルダの伝説 ふしぎの木の実 時空の章』（―じくうのしょう、英題:The Legend of Zelda: Oracle of Ages）が同時発売された。略称は「木の実」など。アメリカでは同年5月14日、ヨーロッパでは同年10月5日に発売。
後に他機種向けに配信された（#他機種版）。

## システム
「大地の章」と「時空の章」は、主なゲームシステムや一部の登場人物、一部のアイテムは共通しているものの、マップやダンジョンの内容は完全に異なる。また、物語も全く異なる独立した内容だが、片方の章のクリア後に表示される「あいことば」をもう片方の章の開始時に入力することで、連続した物語として遊ぶことができる。この事例をはじめとした、2作品が様々な形でつながる仕組みを「リンクシステム」と呼ぶ。
リンクシステム
ゲーム内に登場する様々な「あいことば」を用いることで「大地の章」と「時空の章」の世界がつながり、個別でプレイする場合とは異なる要素があらわれる。
続きの物語として遊ぶ
一方をクリアした後に表示される「あいことば」をもう一方のゲームを始める際に入力すると、前作の続きとして物語が展開される。これにより、一部の登場人物が前作の出来事を踏まえた台詞を言ったり、個別プレイの時には登場しない前作のキャラクターが登場したりするようになる。
様々なアイテムの入手
リンクシステムを用いてゲームを進めていると、前作の世界に住む人々への「あいことば」の伝達を依頼されることがある。この「あいことば」を前作のデータ内のキャラクターに伝えると、アイテムを入手したり手持ちのアイテムを強化したりできる。同時に新たな「あいことば」を託され、これを2作目のデータの中で入力すると、続きの物語内でも入手アイテムを使用できるようになる。また、拠点の村・町にある指輪鑑定屋で聞ける「ゆびわのあいことば」を用いると、装備アイテム「指輪」を双方のゲーム内で使うことができる。
勇者のどうくつ
リンクシステムを使用したゲーム内では、個別プレイの際には無いダンジョン「勇者のどうくつ」が登場する。難易度が高く、攻略するにはゲーム内の全てのアイテムを駆使する必要がある。なお、ゲーム本編の進行には関係ない。また、「大地の章」と「時空の章」では内容が異なる。
2回目以降のプレイが有利に
リンクシステムを用いて両方のゲームをクリアした後にも「あいことば」が表示される。これを用いて新たなゲームを開始すると、ハート（体力）が通常時より1つ多い4つの状態になるなど、有利な状態で始めることができる。
四季の変化（大地の章）
「大地の章」の世界には春、夏、秋、冬の四季が存在する。ゲーム内に登場するアイテム「四季のロッド」（後述）を用いると四季を操ることができる。これによって、一部地形が変化してそれまで通れなかった場所を通れるようになるなど、様々な効果が現れる。
「今」と「昔」の行き来（時空の章）
「時空の章」では「今」（現在）と「昔」（過去）の2つの時代を冒険することになる。「昔」の世界での行動が「今」の世界に影響を及ぼす。ゲーム内に登場するアイテム「時のたてごと」（後述）を用いて「今」と「昔」を行き来できる。
ゲームボーイアドバンス特典
本作をゲームボーイアドバンス（以下GBA）でプレイすると「ショップアドバンス」という店が開き、特別なアイテムを購入することができる。バーチャルコンソール版、『ゲームボーイ Nintendo Switch Online』版では、ゲームボーイカラー実機でのエミュレートのため、通常プレイ時には店は開かないが、GBAでプレイしクリアした際のあいことばをゲーム開始時に入力することで対応が可能。

## 大地の章

### 大地の章のあらすじ
ハイラル王国にそびえるハイラル城に導かれた少年・リンクは、その中に安置されたトライフォースから試練を与えられ、ホロドラムの地へ転移する。
転移先の森の中で、リンクは旅芸人の一座の踊り子・ディンに出会う。リンクとディンが手を取り合い踊りを楽しんでいると、突然あたりが暗くなり恐ろしい声が響き渡る。その声の主は「闇の将軍ゴルゴン」と名乗り、ディンの正体が「大地の巫女」だと語ると、発生させた竜巻にディンを巻き込み、その場から連れ去る。「大地の巫女」を失ったことで、ホロドラムでは四季が乱れ、大地の恵みが奪われてしまう。リンクは、さらわれたディンとホロドラムの四季を取り戻すため、冒険へと向かう。

### 大地の章の主な地域・施設
ホロン村
本作の拠点となる村。村の奥には神木「マカの木」がそびえる。
ウーラ村
「ウーラ族」が住む溶岩地帯の村。ホロドラムとは異なる世界にあり、「異世界への扉」を通じて行き来できる。
水びたしの村
その名のとおり、大部分が水に浸かっている村。
サマサ砂漠
世界の南東に位置する砂漠地帯。南部の一角で船の舳先が突き出ている。
コッコ山
コッコ（ニワトリ）が棲息する山岳地帯。
ゴロン山
「ゴロン族」が住む山岳地帯。
四季の神殿
ホロドラムの四季を司る精霊たちがいる神殿。ゴルゴンによってウーラ族たちが住む世界に沈められてしまう。
ゴルゴン城
ゴルゴンの居城。

### 大地の章のアイテム
剣（LV1：ウッドソード、LV2：ホワイトソード、LV3：マスターソード）
リンクの基本武器。LV（レベル）の上昇により攻撃力が上がる。LV2以上のものはハートが満タンの時にビームを発射できる。LV3へ強化するにはリンクシステムのあいことばを入手する必要がある。
盾（LV1：木のたて、LV2：鉄のたて、LV3：かがみのたて）
敵からの攻撃を防ぐことができる。LVが上がるごとに防げる攻撃の種類が増える。LV3へ強化するにはリンクシステムのあいことばを入手する必要がある。
四季のロッド
ホロドラムの四季を変化させることができる杖。ホロドラム各地にある切り株に乗って振ることで、周辺の季節を順次変更できる。四季の神殿にいる妖精により「春の力」「夏の力」「秋の力」「冬の力」を宿すことでそれぞれの季節を扱えるようになる。季節の変化により以下のように地形が変化する。
- 春：ふきあげ花（上に乗ると高い地形に登れる花）やイワ花（他の季節では岩のように固い花）などの植物が咲く。
- 夏：一部の壁面にツタが伸び、上の地形に登れるようになる。また、一部の泉の水が干上がる。
- 秋：岩キノコ（他の季節では岩のように固いキノコ）が熟す。また、フィールド上の一部の穴の上に落ち葉が積もり上を歩けるようになる。
- 冬：一部の泉が凍りつき上を歩けるようになる。また、道を塞ぐ一部の木が枯れ、通れるようになる。

ふしぎの木の実
ホロドラム各所のふしぎの木に生っている木の実。「アチチの実」「イテテの実」「サッサの実」「ピューの実」「ハテナの実」の5種類がある。用途に応じて様々な効果を表す。
木の実ぶくろ
ふしぎの木の実を入れておける袋。LV1、LV2、LV3で、1種類の木の実につきそれぞれ20個、50個、99個まで入る。LV3にするにはリンクシステムのあいことばを入手する必要がある。
木の実を取り出して用いることで以下のような効果が現れる。
- アチチの実：目の前に炎を発生させる。
- イテテの実：目の前で割れ、敵をおびき寄せる匂いを放つ。
- サッサの実：一定時間ダッシュができる。
- ピューの実：リンクが訪れたことのあるふしぎの木の場所にワープする。屋内では効果がない。
- ハテナの実：ダンジョン内にある「フクロウ石」に向けて使うとヒントを聞ける。その他、特殊な効果もある。

パチンコ（LV1：パチンコ、LV2：ハイパーパチンコ）
ふしぎの木の実を前方に飛ばすアイテム。LV2になると一度に前方3方向に同時に飛ばせるようになるが、消費される木の実は1個のみ。
敵に木の実をあてた場合には、以下のような効果が現れる。
- アチチの実：ダメージを与える。
- イテテの実：ダメージを与える。
- サッサの実：動きを止める。
- ピューの実：吹き飛ばす。
- ハテナの実：上記の4つの効果がランダムに現れる。その他、特殊な効果もある。

ブーメラン（LV1：ブーメラン、LV2：マジカルブーメラン）
投げた後に手元に戻ってくる飛び道具。縦、横、斜め8方向のいずれかに飛ばせる。敵にあてると多くの場合動きを止めるのみだが、ドクロやスパークなど一部の敵は倒すことも可能。(正確にはブーメランが当たると妖精に変化する）LV2になると威力、飛距離、速度が上がり、軌道を一定時間操作できるようになる。
バクダン
爆発を起こすアイテム。ヒビの入った壁や岩などを破壊したり、モンスターを攻撃したりできる。LV1、LV2、LV3でそれぞれ10個、30個、50個まで持てる。LV3にするにはリンクシステムのあいことばを入手する必要がある。
ボムチュウ
敵を追尾する自走型のバクダン。リンクシステムのあいことばによって入手できる。入手後はシロップの店で販売されるようになる。
ロック鳥の羽根（LV1：ロック鳥の羽根、LV2：ハネマント）
ジャンプできるようになるアイテム。穴の地形を越えられるようになる。サッサの実を併用すると飛距離が伸びる。LV2のハネマントはジャンプ後に数秒間滑空できる。
パワーブレスレット
重い物を持ち上げたり、引っ張ったりできるようになるアイテム。
マグネグローブ
磁力をもつグローブ。N極とS極を切り替えることで鉄製のものを引き寄せたり引き離したりできる。
スコップ
地面の土や雪を掘ることができるアイテム。
ダイゴロン刀
ダイゴロンが鍛えた大剣。リンクシステムのあいことばによって入手できる。他の装備アイテムと併用できない。攻撃範囲が通常の剣より広く威力も大きいが、攻撃速度が若干遅い。
クズ鉄
ウーラ村で採掘できる金属。ウーラ族が持つロック鳥の羽根と交換する際に用いる。
へんなふえ
フィールド上で仲間の動物を呼ぶことができる笛。入手後のイベントを経て「リッキーのふえ」「ムッシュのふえ」「ウィウィのふえ」のいずれかに変化する。この笛の音色が苦手な敵もいる。
指輪
ふしぎの木の実を用いて作られた指輪。身につけることで様々な効果を得られる。全部で64種類ある。
わらしべイベント用のアイテム
ホロドラムの人々と物々交換を行う際のアイテム。以下の順に入手する。
コッコずかん→ロンロンたまご→ブキミドール→鉄のナベ→ヨーガンスープ→ゴロンつぼ→サカナ→メガホン→キノコ→きぼりのハト→キカイあぶら→ちくおんき→ホワイトソード
大地のことわり
ホロドラムの大地を豊かにする力を秘めた恵み。ゴルゴンによって奪われてしまう。土、時、太陽、雨、ぬくもり、風、実、四季の8種類があり、各ダンジョンのボスが守っている。
ガチャのタネ
不思議な植物「ガチャの木」の種。やわらかい土に植えてしばらく経つと生長し、実った「ガチャの実」から様々なアイテムが得られる。
実をとると木は枯れてしまう。
バクダン花
バクダンの原料。

### 大地の章のダンジョン
各ダンジョンは「時空の章」と比べてアクション要素が強い。
ボスキャラクターの多くは初代『ゼルダの伝説』から再登場している。
- LEVEL1 根っこのダンジョン
  - 中ボス：ブラザーゴーリア、ボス：アクオメンタス、大地のことわり：土のめぐみ
- LEVEL2 蛇のなきがら
  - 中ボス：マットフェイス、ボス：ドドンゴ、大地のことわり：時のめぐみ
- LEVEL3 どくがの巣穴
  - 中ボス：オームアイ、ボス：ガモス、大地のことわり：太陽のめぐみ
- LEVEL4 龍の舞うダンジョン
  - 中ボス：アグニマ、ボス：ゴーマ、大地のことわり：雨のめぐみ
- LEVEL5 一角獣のどうくつ
  - 中ボス：サイガー、ボス：デグドガ、大地のことわり：温もりのめぐみ
- LEVEL6 古代の遺跡
  - 中ボス：バイア、ボス：テスチタート、大地のことわり：風のめぐみ
- LEVEL7 冒険者の墓
  - 中ボス：マーガレット&エイミー、ボス：グリオーク、大地のことわり：実のめぐみ
- LEVEL8 剣と盾のダンジョン
  - 中ボス：ファイス、ボス：メデロック、大地のことわり：四季のめぐみ
- ゴルゴン城
  - ボス：ゴルゴン
- 勇者のどうくつ

## 時空の章

### 時空の章のあらすじ
ハイラル王国にそびえるハイラル城に導かれた少年・リンクは、その中に安置されたトライフォースから試練を与えられ、ラブレンヌの地へ転移する。
転移先の森の中で、リンクはハイラル王国のゼルダ姫の乳母・インパに出会う。インパは、ネールという名の歌姫を捜していた。リンクがインパとともに森の奥へ進むと、そこには森の動物たちに歌を披露するネールの姿があった。すると直後にインパの態度が豹変し、その体から黒い影が現れる。「闇の司祭ベラン」と名乗るその影は、ネールの正体が「時の巫女」だと語ると、ネールの体に憑依し、そのまま姿を消す。「時の巫女」を失ったことで、ラブレンヌでは時が乱れ、各地で異変が起きてしまう。リンクは、ネールを救い出しラブレンヌの時を元に戻すため、冒険へと向かう。

### 時空の章の主な地域・施設
レンヌの町（今）
本作の拠点となる町。町の奥には神木「マカの木」がそびえる。
レンヌ村（昔）
現在のレンヌの町と同じ場所にある過去の世界の村。
アンビ宮殿（昔）
アンビ女王が身を置く宮殿。
ミカヅキ島（今、昔）
「トカゲ人」が住む島。
シメトリ村（今、昔）
世界の北部に位置する村。村全体を左右対称にするしきたりがある。
トロイワ山地（今、昔）
世界の北西に位置する山岳地帯。
ゴロゴロ山（今、昔）
「ゴロン族」が住む山岳地帯。
ゾーラの里（今、昔）
「ゾーラ族」が住む海上の集落。
暗黒の塔（今、昔）
レンヌの町（「昔」では村）の南部で建設が進められている塔。かつては「アンビの塔」と呼ばれていた。

### 時空の章のアイテム
「大地の章」と共通するアイテムの説明は、一部を除き割愛する。省略された項目の説明は前述の「大地の章のアイテム」を参照。
剣（LV1：ウッドソード、LV2：ホワイトソード、LV3：マスターソード）
盾（LV1：木のたて、LV2：鉄のたて、LV3：かがみのたて）
時のたてごと
現在と過去の2つの時代を行き来する際に用いる楽器。以下のメロディを奏でることで効果が現れる。
- やまびこのしらべ：各地にある「時の穴」に力を与え、現在や過去に移動できるようになる。
- ながれのしらべ：過去から現在の世界へ移動できる。
- ときのしらべ：現在と過去の世界を自由に行き来できる。

ふしぎの木の実（アチチの実 / イテテの実 / サッサの実 / ピューの実 / ハテナの実）
木の実ぶくろ
まめでっぽう
ふしぎの木の実を前方に発射するアイテム。縦・横・斜め8方向のいずれかに飛ばすことができる。発射された木の実は、壁にあたると2回まで跳ね返る。敵にあてた際の効果は「大地の章」に登場するアイテム「パチンコ」と同様。
ブーメラン
バクダン
ボムチュウ
ロック鳥の羽根
パワーブレスレット（LV1：パワーブレスレット、LV2：パワフルグローブ）
重い物を持ち上げたり、引っ張ったりできるようになるアイテム。LV2のパワフルグローブはLV1と比べて動作速度が速く、重い石像を持ち上げることができる。
いれかえフック（LV1：いれかえフック、LV2：ロングいれかえフック）
先端のフックを発射し、フックがあたったものと位置を入れ替えることができるアイテム。離れた場所にあるアイテムを取ったり敵を攻撃したりする使用法もある。LV2のロングいれかえフックはLV1と比べて射程が長く、伸縮速度が速い。
ソマリアのつえ
目の前にブロックを1つ作り出すアイテム。ブロックは押したり持ち上げたりできる。
スコップ
ダイゴロン刀
へんなふえ（リッキーのふえ / ムッシュのふえ / ウィウィのふえ）
指輪
わらしべイベント用のアイテム
ラブレンヌの人々と物々交換を行う際のアイテム。以下の順に入手する。
ポゥのとけい→レターセット→においぶくろ→デリシャスおにく→わんこのおめん→鉄アレイ→げひんヒゲ→大ウケするネタ→おセンチえほん→まほうのオール→海のウクレレ→おれた剣→ホワイトソード
時空のことわり
ラブレンヌの時の流れを正す力を秘めた記憶。ベランによって奪われてしまう。魂、森、獣、炎、土、山、海、星の8種類があり、各ダンジョンのボスが守っている。

### 時空の章のダンジョン
各ダンジョンは「大地の章」と比べてパズル要素が強い。
- LEVEL1 魂の墓
  - 中ボス：デグギーニ、ボス：ハーロン、時空のことわり：魂の記憶
- LEVEL2 翼のダンジョン
  - 中ボス：ウインギー、ボス：グルン、時空のことわり：森の記憶
- LEVEL3 月影のほこら
  - 中ボス：ドッグラー、ボス：影オババ、時空のことわり：獣の記憶
- LEVEL4 どくろダンジョン
  - 中ボス：ムジューン、ボス：パタラ、時空のことわり：炎の記憶
- LEVEL5 王冠のダンジョン
  - 中ボス：ジャッキー、ボス：バロム、時空のことわり：土の記憶
- LEVEL6 人魚のどうくつ
  - 中ボス：バイア、ボス：オクタゴン、時空のことわり：山の記憶
- LEVEL7 ジャブジャブ様のお腹
  - 中ボス：フックレイ、ボス：プラズマリン、時空のことわり：海の記憶
- LEVEL8 いにしえの墓
  - 中ボス：デスタルフォス、ボス：ゴーリガン、時空のことわり：星の記憶
- 暗黒の塔
  - ボス：ベラン
- 勇者のどうくつ

## 登場人物

### 各章共通の登場人物
リンク (Link)
本作の主人公。トライフォースの試練によって、ホロドラム（ラブレンヌ）の世界を冒険することになる。左手の甲に三角の痣ができている。
インパ (Impa)
ゼルダ姫の乳母。リンクに様々な助言を与える。
大地の章では任務で正体を隠し、旅芸人一座の料理係として同行していたところをリンクと出会う。当初はディンをハイラルへ連れ帰る予定だったが、ゴルゴンの妨害に遭い失敗、竜巻に吹き飛ばされてケガをしてしまい、代わりにリンクに任務を託す。
時空の章ではハイラルからネールの元へ赴く途中でリンクと出会う。しかし、このとき既にベランに体を乗っ取られており、聖域への侵入を許してしまう。体が自由になった後は、リンクに支給品の剣を渡し、ネールの家で古い歴史を調べる。その後、ラルフとアンビ女王との関係性をつきとめた。
メイプル (Maple)
見習い魔女。シロップの弟子。
時折、旅先で箒にまたがって飛行しながら登場し、ぶつかるとアイテムが散らばって争奪戦になる。
大地の章では若い女性に人気「ロンロンたまご」を欲しがっている。時空の章ではシロップから「おセンチえほん」を取り上げられており、渡すと感謝される。
過去の世界にも登場するが、本人曰く「不思議なトンネルを通った」との事。
遭遇の機会を重ねると掃除機やUFOに乗って現れるようになる。
シロップ (Syrup)
薬屋の魔女。メイプルの師匠で、彼女曰く「大魔法使い」。
大地の章では水びたしの村、時空の章ではヨール墓地に店を構えており、引き継ぎ後は弟子と共に引越してくる。
ペックとラミンとその息子 (Bipin & Blossom & Bipsom)
木を植える名人とその妻子。「ガチャの実」について詳しい。
新しく男の子が生まれ、リンクに命名を委ねる。息子はなぜか急激な速さで成長し、行動によって大人の姿が分岐する。
大地の章ではホロン村、時空の章ではレンヌの町に家があり、引き継ぎ後は引越してくる。昔の時代のレンヌ村にはペックの先祖・ベックがいる。
カーノ (Vasu)
指輪鑑定士。オカマ口調で喋る。リンクが旅先で手に入れた不思議な指輪を鑑定し、預かってくれる。
左右にはペットの「レッドスネーク」「ブルースネーク」がいて指輪に関するヒントをくれる。
大地の章ではホロ村、時空の章ではレンヌの町に店を構え、引き継ぎ後は引越してくる。
店の主人 (Stockwell)
道具屋の店主で、中華風の中年男性。会員制の特別な店も開いている。
大地の章ではホロ村、時空の章ではレンヌの町に店を構え、引き継ぎ後は引越してくる。
フロル (Farore)
ディン・ネールに次ぐ三人目の巫女で、合言葉を司る巫女。マカの樹の中におり、リンクが旅先で聞いた「あいことば」を形に変えてくれる。ただし、「あいことば」は各章のクリアとデータ引き継ぎが無ければ聞くことができない。
仲間の動物
以下の3頭のうちいずれか1頭が仲間になり、フィールド上で笛を吹くとやってきてリンクをサポートしてくれる。仲間の動物によってフィールドマップの一部の地形が変化する。引き継ぎ後も同じ動物が仲間になる。
リッキー (Ricky)
手にボクシンググローブをはめたカンガルーのような動物。腹部のポケットに入ることで穴や高い崖の地形を越えられるようになる。パンチで攻撃する。薬の匂いが苦手。お腹に袋がある事から、メスと思われる。
大地の章ではマイトパンチからグローブを取り返す等があった末、分岐によっては仲間になる。
時空の章では海岸でグローブを失くしたところをリンクに取り戻してもらい、お礼に丘の上のチンクルの場所まで連れていく。その後、分岐によっては妖精の森で仲間になる。
ムッシュ (Moosh)
背中に翼が生えた青色の熊のような動物。背中に乗ることで少しの間空中を移動できる。ヒップアタックで攻撃する。
大地の章ではコッコ山の「春バハナ」を貰ったお礼に協力してくれる等があった末、分岐によっては仲間になる。
時空の章ではヨール墓地でオバケにいじめられていたところをリンクに助けられ、お礼にシバールの墓の場所まで連れていく。その後、分岐によっては妖精の森で仲間になる。
ウィウィ (Dimitri)
頭部の角が折れた赤色の角竜類のような動物。大地の章でダンジョンボスとして登場するドドンゴにそっくりである。背中に乗ることで水中を泳いだり滝を登ったりできる。リンクが「パワーブレスレット」を身につけていると持ち上げる事ができる。また、敵を食べられる。
大地の章では水びたしの村で子供たちにいじめられていたところを助けられる等があった末、分岐によっては仲間になる。
時空の章ではミカヅキ島でトカゲ人に食べられそうになっていたところをリンクに助けられ、お礼に海を渡って岸まで連れていく。その後、分岐によっては妖精の森で仲間になる。
海賊船長と子分 (Cap'n & Piratians)
骸骨の海賊たち。かつて嵐にのまれて船ごと海に沈んでしまったが、思い残したことがあり成仏できずにいる。
大地の章では船が砂漠に埋まって動けなくなり、船員たちはウーラ世界にいる。その後船を甦らせて出港するが、死んでから一度も海に出ていない為に船酔いしてしまい、しばらく海辺に滞在することになる。後にラブレンヌを目指して出港した。
時空の章では昔の時代の海上をさまよっており、渦潮が消えるとホロドラムを目指して旅立つ。
引き継ぎ後も移動して各々の場所にいるが、時空の章では今の時代の海上になっている。また大地の章では想い人のアンビ女王が船長を訪ねてやってくる。
ものしりバード (Know-It-All Birds)
言葉を話し、様々な冒険のヒントをくれるカラフルな鳥たち。
大妖精 (Great Fairy)
各地の泉に住む妖精で、傷を癒してくれる。
謎の老人 (Old Men)
フードをかぶった白ヒゲの老人で、各地にいる。大地の章では地下の隠し部屋にいたり、一部のダンジョンの中にいてヒントをくれる。時空の章では図書館の奥であるアイテムを守っている。
ボスブリン (Great Moblin)
ブタブリンの大将。部下達を率い、バクダンを使って悪巧みをしている。大地の章では水びたし村の西、時空の章ではゴロゴロ山に城を構え、引き継ぎ後は部下共々越してくる。
バイア (Vire)
ゴルゴンとベランに仕えている羽の生えた悪魔。関西弁で喋る。リンクの冒険を邪魔しに度々現れる。
デクナッツ(Deku Scrubs)
植物の実を飛ばしてくるモンスター。負けるとヒントをくれたり何かものを売ってくれる。はじめから商売をしているものもいる。
ギーニ (Ghini)
一つ目のオバケ。

### 大地の章の登場人物
ディン (Din)
四季を司る大地の巫女。正体を隠して旅芸人の踊り子をしている。男勝りだが優しい性格。「四季のロッド」は本来彼女の持ち物。
森で倒れていたリンクを助け、付きっきりで看病をした。リンクが目を覚ました後にゴルゴンに連れ去られ、ゴルゴン城に封印されてしまうが、後にリンクに助け出されて事なきを得る。
当初からリンクのことが気になっていたらしく、好意を抱いている。
マカの木（大地の章） (Maku Tree)
ホロドラムを守る神木で、顔のある巨大な樹。居眠り癖があり、鼻提灯を剣で割ると目を覚まして話を聞いてくれる。大地の巫女を守るのが彼の役目だが、眠っていたために異変に気付けなかったりと少々間抜けている。
本来はラブレンヌの「マカの木」よりも巨大な姿だが、ゴルゴンによって大地の恵みが奪われたために身体が細く縮んでしまった。失われた本来の力を取り戻し、ゴルゴンの城の邪悪な結界を破るため、大地に力を与える聖なる力「大地のことわり」を集めるようリンクに依頼する。後に大地のことわりが集まったことで完全な姿にまで回復し、枝に「マカの実」をつけてリンクに託した。
予知夢の助言でリンクの冒険をサポートしてくれる。
ゴルゴン (Onox)
全身が鎧で覆われている「闇の将軍」。大地の巫女であるディンをさらい、封印。さらに「四季の神殿」を地下深くに沈めて封印することでホロドラムの四季を乱し、大地の実りと恵みが失われることで生じる「滅びの力」を集めていた。ホロドラム北西に「ゴルゴン城」を構え、拠点としている。
戦闘では鉄球を武器に使う。その正体は巨大なドラゴンの姿。
旅芸人たち (Troupe of Performers)
ディンをかくまっていた旅の一座。ディンとインパを除いて男3・女1の4人。
実は旅芸人は仮の姿で、その正体はハイラルの騎士。ゼルダ姫の命により、素性を隠してディンを守りつつハイラルに連れ帰ることが任務だったが、ゴルゴンの妨害に遭い、竜巻で吹き飛ばされてしまった。
ソクラ (Sokra)
さすらいの予言者。いつもは村の外れにいて、行く先々でリンクに情報をくれる。なぜか四季の力を感知でき、四季のロッドのことも知っていた。
ルール村長 (Mayor Ruul)
ホロン村の村長。いろんなものが出てくる「ガチャの実」に夢中。
ザーマス夫人 (Mrs. Ruul)
ホロン村長夫人。高飛車な性格。プール付の家に住んでいる。
チクタク (Tick Tock)
ホロン村で店を開いている時計職人。誰も見たことのないようなハト時計を作りたがっている。
レフト教授 (Dr. Left)
ホロン村に住む本好きの学者。
『シムシティ』（スーパーファミコン版）及び『夢をみる島』に登場する「Dr.ライト」と瓜二つ。
グル・グル (Guru-Guru)
ホロン村近くの風車小屋を管理しているオルゴールおじさん。
彼のいるマップは専用のBGM（嵐の歌）が流れる。
ホーリー (Holly)
村外れに住んでいる女性で、家に閉じこもってサンタクロースを待っている。リンクに外の雪かきをさせるためスコップを渡す。
おじいさんとチミミちゃん　(Megaphone Old Man & Mittens)
猫のチミミちゃんを飼っている老人。チミミちゃんが木から降りてこないので困っている。
マイトパンチ (Blaino)
伝説のチャンプを自称するボクサー。リッキーと試合をして勝ち、グローブを奪ってしまった。
インゴー (Ingo)
水びたしの村に住む、壺集めが趣味の男。
マスターダイバー　(Master Diver)
水びたしの村に住む素潜りの名人。現在は歳のため引退している。試験をクリアすると水かきをくれる。
タロンとマロン (Talon & Malon)
コッコ山でコッコを飼っている親子。父タロンが出かけたきり帰ってこないため、娘のマロンが一人でコッコの世話をしている。
タロンは山へキノコ採りに行った途中で洞窟の中で寝ており、メガホンで起こすことができる。
『夢をみる島』のタリンとマリンに似ているが、グラフィックは別のものが使われている。
水門かんり人 (Floodgate Keeper)
スプール沼の水門を管理しているおじさん。だが水門の鍵を失くしてしまっていた。
ウーラ族 (Subrosian)
ホロドラムの地底に住んでいる謎の種族。全員がフードをかぶったマント姿で、語尾に「ウラ」を付けて話す。
体は熔岩に触れても平気で、熔岩を飲食したり温泉として浸かったりする。独自の文化を育んでおり、価値観や美的感覚が人間と異なる他、貨幣はルピーの代わりにクズ鉄を使う。
ゴルゴンの悪事のために四季の神殿が「降ってきた」影響で、火山に異常をきたし、熔岩が少なくなったことを心配しているが、神殿の壁からはクズ鉄や珍しいものがよく採れるので、忙しそうに掘り出している。
ウララ (Rosa)
ウーラ族のアイドル。頭に大きな赤いリボンをつけている。カギ型のアクセサリーがついたネックレスがお気に入りで、使うと扉を開けられる。
変な兄弟　(Strange Brothers)
赤青の二人組。珍しい物を拾ってきては「オタカラ」として隠れて埋めている。
ウーラりょうり人 (Subrosian Chef)
気難しい料理人。料理に相応しい器を探し求めている。
かんばんウーラ (Sign-Loving Subrosian)
看板が大好きなウーラ。
ゴロン族 (Goron)
山に住む、岩のような体の種族。語尾に「ゴロ」を付けて話す。
ゴロン山にいるが、四季の力が乱れたために、元々一年中冬だったゴロン山がいつもより寒くなったために外での活動ができず、洞窟の中に籠っている。
ダイゴロン (Biggoron)
巨大な体を持つゴロン族。他のゴロン族とは異なり屋外にいるため風邪を引いてしまい、体を温めるものを求めている。「ダイゴロン刀」を作れる鍛冶職人。
四季の精霊 (Season Spirits)
春夏秋冬を司る4人の精霊。四季の神殿の中におり、会いに行けば四季のロッドに力を宿してくれる。

### 時空の章の登場人物
名前の下に登場する時代を表記する。
ネール (Nayru)　　
（昔・今（元は今の時代））
時空を司る時の巫女。人気の歌姫で、｢時の竪琴｣を持つ。ラブレンヌに近づく邪悪な気配に感づいており、ハイラルからの報せを受けて使者であるリンクとインパを待っていた。しかし、ベランに憑りつかれて時の流れを乱してしまう。
ベランから解放された後は、現在の世界に戻ってリンクをサポートする。
ラルフ (Ralph)
（昔・今（元は今の時代））
ネールの幼なじみの少年。実直な熱血漢だが無鉄砲な性格。ネールに好意を抱いており、彼女のことになると人一倍向きになる。剣を扱えるが、やや修行不足。
ネール救出とラブレンヌの平和のため、リンクと同様に時空を超えた冒険に乗り出す。
リンクによりネールが助け出された後、インパの漁っていた文献から自分がアンビ女王の子孫であることを知り、ラブレンヌの命運か自分の存在かのジレンマに悩まされることになる。
マカの木（時空の章） (Maku Tree)
（昔・今）
ラブレンヌを守る神木。顔のある巨大な樹だがホロドラムの「マカの木」と比べるとやや小さい。頭に一輪の花が咲いており、少女のような性格。数百年前にあたる昔の世界ではまだ子供で、苗木の姿である。
昔の世界でベランの刺客の手にかかって一度消滅してしまうが、リンクに助けられて無事復活を果たす。復活後は命の危機を救われた(多少美化された)記憶を持っているため、リンクに好意を抱くようになっている。
ベランの放つまやかしの力を破るべく、真実を見極める力の源にして失われた自身の記憶でもある「時空のことわり」を探すようリンクに依頼する。今・昔問わず助言でリンクの冒険をサポートしてくれる。
後に取り戻した記憶によれば、彼女は時の巫女ネールの守り神であり、時空のことわりを知る勇者に「マカの実」を授けることが役目だったという。
ベラン (Veran)
（昔・今（元は今の時代））
黒衣の女性の姿をした「闇の司祭」。他人に憑依する能力を持つ。
当初はインパに憑りついてリンクに聖なる封印を解かせ、続いてネールに憑りついて時を遡り、ラブレンヌの時空を乱した。
主に昔の時代で活動し、アンビ女王に取り入って未完成だった暗黒の塔の建設を急がせ、人々を休みなく働かせることで「嘆きの心」を集め、完成した塔の上からそれらを主の元へ発信しようと画策していた。また、ハテナの実が弱点であることから、その数を減らすべく民衆に集めさせていた。
その後、リンクの活躍によりネールの身体は解放されたが、今度はアンビ女王に憑りつき、完成した暗黒の塔の頂上でラルフとリンクを迎え撃つ。
その正体は羽の生えた妖精のような姿で、さらには巨大な虫型の本人曰く「醜い姿」に変身して戦う。
アンビ女王 (Queen Ambi)
（昔の時代）
昔の時代のラブレンヌを治めていた女王。海に出たまま帰らぬ恋人を想い、灯台代わりに暗黒の塔を建造させていたが、歴史的には未完成のまま終わる。
しかし、ネールに憑りついたベランに進言されて建設を続けさせたため、塔は完成。さらには後にベランに憑依されてしまう。そこでベランの口からラルフが自分の子孫であることを知った。
エンディングではマカの樹の横にリンクの石像を建てさせている。
引き継ぎ後は「見聞を広めるため」にとネールに頼んで時を渡り、諸国漫遊の一環でホロドラムに来ている。実は彼女の恋人とは海賊船長であり、後に念願かなって彼との再会を果たした。
プレン町長 (Mayor Plen)
（今の時代）
レンヌの町の町長。町の歴史に詳しい。引き継ぎ後は母親が登場。
ママム・ヤン (Mamamu Yan)
（今の時代）
レンヌの町に住む愛犬家の女性で、町のトップブリーダー。引き継ぎ後は母親が登場。
スーベルと相方 (Comedians)
（今の時代）
レンヌの町で相方と共にお笑い芸人になることを夢見る若者。いまいち決め手に欠けるらしい。途中からコンビを解散し、相方はどこかにいってしまう。
お面屋 (Mask Salesman)
（今の時代）
レンヌの町のはずれでお面を販売している男性。お腹を空かせている。
大工親方と工夫 (Head Carpenter & Carpenters)
（今の時代）
ヌーン高原にいる職人気質の大工の親方と3人の弟子たち。シメトリ村（跡）への橋の修理をしていたが、工夫が休憩中にどこかへ行ってしまい立ち往生していた。工夫たちは怠け者だが腕は確か。
チンクル (Tingle)
（今の時代）
緑色の全身タイツを着用し風船で浮かんでいる男性。35歳。自分が妖精だと信じている。
海沿いの丘の上で風船を使って飛んでいる。同じ色の服を着たリンクと友達になり、ミカヅキ島の海図をくれる。
トーマス (Thin Man)
（今の時代）
シメトリ村に住む細身の男。本人もそれを気にしている。
トロイ (Dr. Troy)
（今の時代）
ゴロゴロ山に滞在する有名な動物学者。引き継ぎ後は弟子が登場。
アーダラ長老 (Adlar)
（昔の時代）
元アンビ宮殿の相談役。宮殿に50年務め、幼いアンビ女王の世話係もしていた。ネール（ベラン）が来てからは宮殿を追われ、レンヌ村で暮らしている。
ベック (Pippin)
（昔の時代）
レンヌ村に住むペックの先祖。「ガチャの実」を嫌っている。口は悪いが「ガチャの実」に関する助言をくれる。
ポストマン (Postman)
（昔の時代）
レンヌ村に住む真面目で仕事熱心な郵便配達員。時間がわからず困っている。
デカダン (Dekadin)
（昔の時代）
レンヌ村に住む暗い性格の少年。本当は思いっきり笑いたいと思っている。
手 / ??? (???)
（昔の時代）
レンヌ村のトイレに住む謎の手。紙が無くて困っている。
シバール (Cheval)
（昔の時代）
レンヌ村の発明家。水中で使う道具の研究をしている。今の時代ではヨール墓地に彼の墓がある。
ラフトン (Rafton)
（昔の時代）
海沿いに住むイカダ職人の青年。立派なイカダを作るのが夢。リンクの持ってきたシバールロープでイカダを作ってくれる。
トッキー (Tokkey)
（昔の時代）
トロイワ山地に住んでいる時の研究家。「時のしらべ」についての研究をしている。
リペア (Patch)
（昔の時代）
トロイワ山地に住む復元仙人。壊れたモノを直してくれるが、その度に「復元の儀式」と称したおかしな試練を課す。
ポゥ (Poe)
（今の時代）
ヨール墓地に住む幽霊。
森の妖精 (Forest Fairy)
（今の時代）
レンヌの町の西にある妖精の森に住む3匹の妖精。イタズラ好きな性格で、自分たちが住む森を迷路に作り替えてしまう。
容姿はシリーズ従来の妖精像ではなく、『ムジュラの仮面』のはぐれ妖精のそれ。
妖精の女王 (Fairy Queen)
（昔の時代）
海沿いに住む妖精の長で、海を守っている存在。呪いを受けてモンスターに姿を変えられてしまっていたが、妖精の粉で元に戻り、その力で海の腐敗を止めた。
これらのことは昔話として今の時代まで語り継がれることになる。
トカゲ人 (Tokay)
（昔・今）
ラブレンヌのミカヅキ島に住む爬虫類に似た種族。
語尾に｢トカ｣をつけて話し、たまに曖昧に濁す（例：～があるトカ、ないトカ）。
過去の時代のトカゲ人たちは島に漂着したリンクの持ち物を奪い去ってしまったが、根っからの悪人というわけでもなく皆すぐに返却した。
料理人 (Tokay Chef)
（今の時代）
ミカヅキ島の料理人。鼻がつまって困っている。
ゴロン族 (Goron)
（昔・今）
山に住む、岩のような体の種族。語尾に「ゴロ」を付けて話す。
ゴロゴロ山におり、バクダン生産や「ゴロンダンス」など独自の文化を育んでいる。昔の時代では元々山にバクダン花が生えていない状態だったが、リンクが今の時代のゴロンから得た「バクダン花の苗」を昔の時代の彼ら祖先に渡したことで生産が開始される。
ゴロン長老 (Goron Elder)
（昔の時代）
ゴロン族の長。洞窟で岩の下敷きになっていたところをリンクに救出される。
カリスマゴロン (Graceful Goron)
（昔・今）
ゴロンのカリスマダンサー。今の時代にいるカリスマゴロンは5代目。
ゾーラ族 (Zora)
（昔・今）
ラブレンヌ沖の海底に住む半魚人の種族。
自分たちは「海ゾーラ」を名乗っており、敵モンスターである獰猛な「川ゾーラ」と同族扱いされることを嫌っている。
キングゾーラ (King Zora)
（昔・今（子孫））
ゾーラ族を束ねる王様。今の時代でははじめ空位となっていたが、リンクが昔の世界で祖先の王の病気を治したことで血筋が絶えることは無くなり、今の時代までの世襲が確定した。
子孫のキングゾーラはリンクに図書館の鍵を渡し、海の腐敗に関する調査を依頼する。因果律のためか、のちにリンクが昔の世界で海の腐敗を止めたことを認識できていた。
はぐれゾーラ (Old Zora)
（昔の時代）
かえらずの海岸に住んでいる年老いたゾーラ。海を懐かしがっている。
ジャブジャブ様 (Lord Jabu-Jabu)
（昔・今）
ゾーラ族の守り神である巨大な魚。海の腐敗により弱っていた。昔の時代ではまだ稚魚の状態。

### リンクシステム使用後の登場人物
ゼルダ姫 (Princess Zelda)
ハイラル王国の王女。各章ではインパの話に出るのみで登場はしない。
引き継ぎ後のシナリオでは、邪悪な予知夢を見て、リンクを助けるためにお忍びでホロドラム（ラブレンヌ）へやって来る。
後にツインローバにさらわれて生贄にされそうになるも、リンクによって助け出された。
ツインローバ (Twinrova)
大魔王ガノンの復活をもくろむゲルドの魔道士で双子の魔女。ゴルゴンとベランを差配する黒幕として各章の物語終盤に登場するが、本格的な登場はリンクシステム使用後となる。
ガノン復活に必要な「滅びの炎」「嘆きの炎」「絶望の炎」を集めるべく、配下のゴルゴンをホロドラムに、ベランをラブレンヌに遣わし、「滅びの炎」と「嘆きの炎」を手に入れる。残る「絶望の炎」を得るためにハイラルから旅に出ていたゼルダ姫をさらい、「儀式の間」で生贄にしようとするも、リンクの活躍により失敗する。
戦闘時には炎の魔法と氷の魔法を使い、それぞれが箒で飛びながら魔法の玉を放つ。ピンチになると合体し、床を溶岩や氷に変化させながら攻撃してくる。最後は自らの身体を生贄とすることでガノンを復活させた。
ガノン (Ganon)
ツインローバの儀式により復活した「大魔王」で、本作全体における真のラストボス。
戦闘時には瞬間移動しながら手にしたトライデントで攻撃し、時折、上下左右の操作が反転する空間に転移させる。

## 他機種版
ゲームボーイカラー用ソフトとしての発売からちょうど12年後の2013年2月27日より、ニンテンドー3DS用のバーチャルコンソールとして両作品とも配信が開始された。また、2023年7月27日より『ゲームボーイ Nintendo Switch Online』収録ソフトして両作品とも配信が開始された。

## 開発
本作は任天堂発売のタイトルだが、カプコンが中心となって開発を行った。ゼルダの伝説シリーズで任天堂以外の会社がメインで開発を手がけた作品は本作が初めてとなる。
開発はカプコンの岡本吉起が初代『ゼルダの伝説』のリメイク企画を任天堂に持ち込んだことから始まり、当初は「力の章」「勇気の章」「知恵の章」の3作品構成で制作が進められていた。その後、1年ほど経過したところで開発が行き詰まり、プロデューサーを務める任天堂の宮本茂の助言を受けて「大地の章」と「時空の章」の2作品構成の新作として開発が再開された。

### スタッフ
- ディレクター
  - 藤林秀麿（プランナーも兼任）
- プロデューサー
  - 船水紀孝
- シナリオ
  - 曽田博久（フラグシップ所属）
  - 宮下隼一（フラグシップ所属）
  - 酒井直行（フラグシップ所属）
- キャラクターデザイン
  - 中野祐輔
- 音楽
  - 足立美奈子（メインコンポーザー、ピュアサウンド所属）
  - 近藤浩治（サウンドアドバイス）
- 監修
  - 手塚卓志
  - 山田洋一
  - 堀田拓司
- ゼネラルプロデューサー
  - 宮本茂
  - 岡本吉起
- エグゼクティブプロデューサー
  - 山内溥

## 漫画
- ゼルダの伝説 ふしぎの木の実 大地の章・時空の章 4コマまんが王国（2001年6月20日 双葉社 ISBN 978-4575937404）
- ゼルダの伝説 ふしぎの木の実 大地の章 4コマギャグバトル（2001年6月25日 光文社 ISBN 978-4334805333）
- ゼルダの伝説 ふしぎの木の実 時空の章 4コマギャグバトル（2001年7月30日 光文社 ISBN 978-4334805364）
- ゼルダの伝説 ふしぎの木の実 大地の章（姫川明 2001年11月28日 小学館 ISBN 978-4091496041）
- ゼルダの伝説 ふしぎの木の実 時空の章（姫川明 2001年12月25日 小学館 ISBN 978-4091496058）
- ゼルダの伝説 ふしぎの木の実 大地の章／時空の章【完全版】（姫川明 2016年5月27日 小学館 ISBN 978-4091421470）